# آلا وارطانیان
آلا وازگنی وارطانیان (ارمنی: Ալլա Վազգենի Վարդանյան؛ انگلیسی: Alla Vardanyan؛ ۱۶ ژانویهٔ ۱۹۵۹) یک بازیگر اهل ارمنستان است. 

## زندگی‌نامه
وی در ۱۶ ژانویهٔ ۱۹۵۹ در پوتسدام به دنیا آمد و از فارغ‌التحصیل شد. وارطانیان هنرپیشه فرهنگستان دولتی تئاتر سوندوکیان می‌باشد. وی همچنین برندهٔ جوایزی همچون هنرمند شایسته جمهوری ارمنستان (۲۰۰۹) و جایزه آرتاوازد شده است.

## گزیده فیلمشناسی
از فیلم‌ها یا برنامه‌های تلویزیونی که وی در آن نقش داشته است می‌توان به مدرسه طلایی (۲۰۱۷)، در مرز (مجموعه تلویزیونی ارمنستانی) (۲۰۱۷–۲۰۱۸)، وروگایت، اشاره کرد.